# Blood Simple
Blood Simple é um filme de suspense dos Estados Unidos de 1984, realizado por Joel Coen.

## Resumo
Julian Marty (Dan Hedaya) é o dono de um bar numa cidade do Texas e desconfia que a sua mulher, Abby (Frances McDormand), o está a trair com Ray (John Getz), um dos seus empregados.
Marty decide contractar um detective para segui-los, e acaba por confirmar as suas suspeitas. Ele então faz um novo acordo com o detective, propondo que ele mate a sua esposa e o amante dela enquanto ele estiver fora da cidade.

## Elenco
- John Getz (Ray)
- Frances McDormand (Abby)
- Dan Hedaya (Julian Marty)
- M. Emmet Walsh (Loren Visser)
- Samm-Art Williams (Meurice)
- Deborah Neumann (Debra)
- Holly Hunter (Helende Trend) (voz)
- Barry Sonnenfeld (voz)
- Raquel Gavia

## Prémios e nomeações
- Ganhou dois prémios no Independent Spirit Awards, nas categorias de:
  - Melhor Realizador
  - Melhor Actor (M. Emmet Walsh)
- Foi ainda nomeado em outras três categorias:
  - Melhor Filme
  - Melhor Fotografia
  - Melhor Argumento
- Ganhou o Grande Prémio do Júri - Drama, no Sundance Film Festival